# Theorie und Praxis der Sozialpädagogik

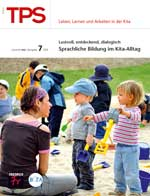
Theorie und Praxis der Sozialpädagogik

Theorie und Praxis der Sozialpädagogik (TPS) ist eine der ältesten deutschen Fachzeitschriften auf dem Gebiet der Sozialpädagogik-arbeit und Jugendhilfe.

## Erscheinungsverlauf
TPS wurde 1870 von Adolph von Bissing auf Beerberg als Die christliche Kleinkinderschule. Zeitschrift für christliche Kleinkinderpflege und Erziehung ins Leben gerufen. Ihre Intention war:

„Es ist die christliche Kleinkinderschule, der wir dienen … Wir gehen von der Überzeugung aus, daß das Kind so frühe als möglich den lieben Gott kennenzulernen und den Herrn Jesus Christus liebgewinnen soll. Von einer forcierten, süßlichen und erkünstelten Frommthuerei, von einer Ertödung der kindlichen Lebenslust …, von einer Überfütterung der Kinderseele durch religiösen, nicht begriffenen Memorierstoff und dergl. ist nicht die Rede und soll nie die Rede bei uns sein, aber ein warmer Hauch des Evangeliums, ein Grüßen des gnadenreichen Gottes soll, wie durch unser Blatt, so durch jede Kleinkinderschule wehen“

Im Laufe der Jahre wurde die Zeitschrift öfters umbenannt. Sie trug u. a. die Namen: Oberlinblatt, Die Christliche Kleinkinderpflege, Die christliche Kinderpflege, Die Evangelische Kinderpflege; mit Heft 3/1972 erhielt sie den Titel: Theorie und Praxis der Sozialpädagogik. Evangelische Fachzeitschrift für Bildungsaufgaben am Kind. Gegenwärtig erscheint TPS 10 Mal im Jahr.

## Konzept
Die konfessionell gebundene Zeitschrift wendet sich mit ihren Beiträgen, die für die sozialpädagogische und religionspädagogische Arbeit mit Kindern relevant sind, vor allem an Fachkräfte in Kitas, an Studierende der Sozialpädagogik/-arbeit, ferner an Fachberater, Fortbildner, Fachlehrer sowie an pädagogisch Interessierte.
Jedes Heft setzt sich intensiv mit einem Schwerpunktthema auseinander. Daneben enthält es noch allgemeinpädagogische Themenbereiche und ein umfangreiches Magazin mit Rezensionen, Kommentaren, Veranstaltungshinweisen etc. Neben den auf thematische Schwerpunkte konzentrierten Theorie- und Praxisbeiträgen erhöhen „Illustrationen, Karikaturen und eine gelungene Gestaltung die Anprechbarkeit und Lesefreude … Praxisnähe, Allgemeinverständlichkeit und die Kürze der Beiträge sind die drei Eckpfleiler der wirklich empfehlenswerten Zeitschrift“.